# Paul Chappuis
Pour les articles homonymes, voir Chappuis.
Paul Émile Chappuis (Paris, 21 décembre 1815 - Brixton, 20 mai 1887) est un photographe et inventeur français, actif en Angleterre.

## Biographie
Paul Émile Chappuis naît à Paris en 1815. Son père, Pierre Antoine Chappuis, est négociant, et sa mère, Auguste Dondeÿ-Dupré, est la fille d'Auguste François Dondey-Dupré et la sœur de Prosper Dondey-Dupré, imprimeurs et libraires,.
Chappuis s'installe à Londres où il fait breveter en 1853 et en 1855 différents types de réflecteurs de lumière ou conduit de lumières, qui permettent d'éclairer naturellement les bâtiments qui, autrement, devraient être éclairés au gaz pendant la journée. Il crée une entreprise de fabrication de réflecteurs en 1856. Il est déclaré en faillite en 1859 et brièvement emprisonné pour dettes. Cependant, son entreprise se rétablit et est transformée en société anonyme en 1868.
Il ouvre en 1859 un studio photographique au 69 Fleet Street qu'il dirige jusqu'en 1871.